# トニャーナ
トニャーナ（Tognana）は、イタリア最大の陶磁器メーカー。
1775年トニャーナファミリーにより創業。創業時は煉瓦工場として設立し、1946年にテーブルウェアメーカーとなり、現在ではイタリア最大の陶磁器メーカーとなる。
| スタブアイコン | サブスタブ | この項目は、まだ閲覧者の調べものの参照としては役立たない、企業に関連した書きかけの項目です。この項目を加筆・訂正などしてくださる協力者を求めています（PJ:経済）。 |